# Ялинковий (зупинний пункт)
Ялинко́вий — пасажирська зупинна залізнична платформа Лиманської дирекції Донецької залізниці.
Розташована поблизу смт. Ярова Краматорського району та м. Святогірськ Донецької області на лінії 390 км — Лиман між станціями Форпостна (9 км) та Святогірськ (2 км).
На платформі зупиняються приміські електропоїзди.